# شنگ غول‌پیکر
شنگ غول‌پیکر یا سمور آبی غول‌پیکر (نام علمی: Pteronura brasiliensis) گونه‌ای از راسویان ساکن آمریکای جنوبی است. این پستاندار گوشت‌خوار بزرگ‌ترین عضو خانوادهٔ راسویان است که طول آن به بیش از ۱٫۷ متر می‌رسد. شنگ بزرگ اغلب در شمال و مرکز آمریکای جنوبی، درون یا در کنار رود آمازون و پانتانال زندگی می‌کند.

## ویژگی‌ها
برخلاف دیگر اعضای خانوادهٔ راسویان، شنگ غول‌آسا اجتماعی است و در خانواده‌های با سه تا هشت عضو زندگی می‌کند. این گروه بر محور زوجی تولیدمثل‌کننده تشکیل می‌شود و اعضایش بسیار با هم نزدیک هستند و همکاری می‌کنند. اگرچه شنگ غول‌آسا به صورت طبیعی آرام است، اما به دلیل قلمروخواه بودن، گاهی خشونت نیز در میان آن‌ها دیده شده است.
شنگ‌های غول‌آسا روزگرد هستند و تنها در روشنی روز به فعالیت می‌پردازند. آن‌ها صداهای بسیاری از خود تولید می‌کنند و توسط آن‌ها به هم پیام می‌رسانند. شنگ‌های بزرگ صداهای مخصوصی تولید می‌کنند که برای هشدار، مخاصمت و تهاجم، و اطمینان‌بخشی به همنوعانشان به کار می‌روند.
شنگ غول‌آسا دارای پوستی با خزهای بسیار ضخیم است به گونه‌ای که آب در آنها نفوذ نمی‌کند. دم آن بلند و پاهایش دارای پرده هستند. آن‌ها رودخانه‌ها و جریان‌های آب شیرین را که به صورت فصلی جریان می‌یابند ترجیح می‌دهند، اما ممکن است به دریاچه‌های آب شیرین و برکه‌ها نیز بروند. این پستانداران آبزی در کنار مکان‌های غذا خوردنشان ساختارهای چوبی مانند سد می‌سازند و میزان زیادی از علف‌ها و گیاهان پیرامونش را قطع می‌کنند.
غذای شنگ‌های غول‌آسا اغلب ماهیانی چون گربه‌ماهی است و گاه خرچنگ نیز می‌خورند. آن‌ها به صورت طبیعی دشمن ندارند؛ اگرچه انسان‌ها با فعالیت‌هایشان می‌توانند به محیط زیست آن‌ها آسیب برسانند.